# 無頭騎士 (沉睡谷傳奇)
無頭騎士（英語：Headless Horseman）是美國作家華盛頓·歐文短篇小說《沉睡谷傳奇》中的一個角色，改編自美國的民間傳說。

## 小說中的描述
歐文在《沉睡谷傳奇》中敘述，無頭騎士本是一個參與了美國獨立戰爭的德國黑森騎兵，在一次無名戰役中他的頭顱被砲彈打飛，因此喪命；他的屍首被埋葬在附近教堂的墓地內。據傳之後，每晚無頭騎士的鬼魂，都要從埋葬祂的墓地騎馬出去，沿著湖邊的路徑，繞一大圈，尋找他失落的頭顱。
故事的主人翁——沉睡谷當地小學的校長兼教員伊卡鮑德·克萊恩（這個名字是鶴的意思）是一個高傲自負的小學教員，他是十七世紀美國新英格蘭地區一個荷蘭村落的外來者，專門教小朋友讀書識字，為了更加融入當地荷蘭社會，他正在追求當地大地主的女兒卡翠納，以致成為當地小霸王伯龍的眼中釘，一天夜晚，他在參與凡·塔賽爾家的一個慶賀豐收的宴會後，歸來時，在約翰·安德烈少校被吊死的樹旁遇見無頭騎士；那個德國鬼魂在路旁河流旁的一棵大樹下等他，全身穿著一身黑衣，手上抱著祂的頭顱，被嚇壞的伊卡鮑德當即駕馬往教堂飛馳，然而無頭騎士卻緊追不捨，達達的馬蹄聲像幽靈影子緊跟在後面，伊卡鮑德拼命地用力拍打那匹瞎了一只眼的老馬，希望它能再跑快一點。不遠處的河流上游，跨過橋樑有座教堂，因為聽說妖魔鬼怪無法越過河流，小學教師便策馬往河上通往教堂的橋樑跑去，打算趁機甩掉對方，那個他的夢魘（新英格蘭的古老傳說，因為鬼怪身為地縛靈的限制，鬼怪活動有一定範圍，而且妖魔鬼怪無法越過河流）。在通往教堂的橋樑上，無頭騎士將手中握的頭顱扔了過來，像砲彈一樣砸在了伊卡鮑德頭上，讓他倒栽蔥摔下馬來，倒在塵土中，失去了知覺，那黑色的鬼魅騎兵，則像一陣風掃過他的身旁，在黑暗中消失了。
次日早晨，其他人在橋邊，發現了那匹老馬，和一個摔爛了的南瓜燈，那個小學教師卻消失了，村民只發現了伊卡鮑德的帽子。後來有人自費城回來，說伊卡鮑德還活著，且已當上了法官；但當地老實純樸的荷蘭居民還是堅信，伊卡鮑德是被無頭騎士永遠地帶走了，他的靈魂至今仍徘徊在山谷裡。故事結局暗示該無頭騎士是伊卡鮑德的情敵伯龍·骨頭假扮的。

## 流行文化及改編

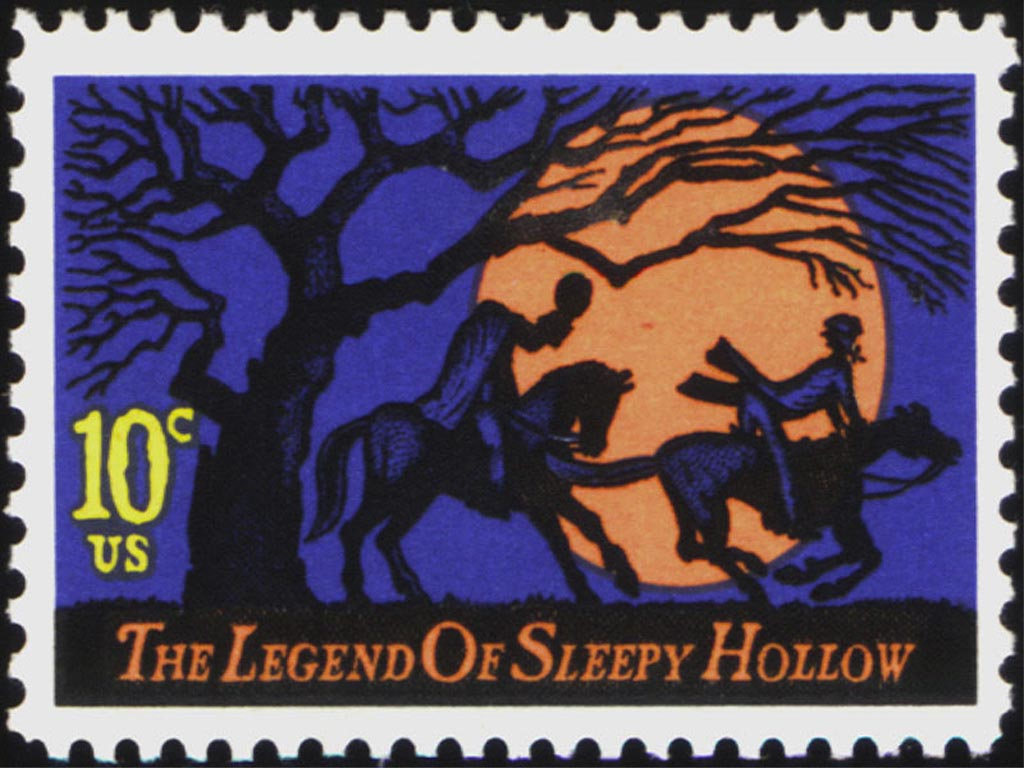
1974年10月發行的郵票，上有無頭騎士

原本在中世紀時的歐洲各地就流傳著無頭騎士的傳說，愛爾蘭、英國、德國都各自有不同版本的傳說。在歐文的《沉睡谷傳奇》之後，這個故事經過文學、藝術、影視的反覆演繹，使無頭騎士成為了萬聖節的重要組成部分。
- 無頭騎士是紐約州沉睡谷當地高中的吉祥物，一直被稱作是「美國最可怕的高中吉祥物」[5]。
- 1949年的迪士尼動畫電影《伊老師與小蟾蜍大歷險》中，無頭騎士的角色有登場[3]。
- 尼可國際兒童頻道製作的電視劇《暗夜故事集（英语：Are You Afraid of the Dark?）》中，無頭騎士被描繪為一真正的鬼魂，這與原著不同[6]。
- 在由提姆·波頓執導的1999年電影《斷頭谷》中，無頭騎士由克里斯托弗·沃肯飾演[7]；他被描繪為黑森騎兵的鬼魂，被卡翠娜·凡·塔賽爾的繼母凡·塔賽爾夫人用黑巫術操控，以招喚他來殺人[3]。
- 手機遊戲《Fate/Grand Order》出自《沉睡谷传奇》的黑森無頭騎士融合了出自《狼王羅伯》之中的狼王羅伯與出自《隱形人》的格里芬，作為三合一的從者登場。

## 外部連結
- 美國沉睡谷官網 （页面存档备份，存于）（英文）